# Blindside (álbum)
Blindside é o álbum de estreia da banda homónima, lançado a 4 de Novembro de 1997.
O disco foi reeditado em 2005 com quatro faixas demo nunca editadas.
| Críticas profissionais                                                      | Críticas profissionais |
| Avaliações da crítica                                                       | Avaliações da crítica  |
| Fonte                                                                       | Avaliação              |
| --------------------------------------------------------------------------- | ---------------------- |
| Allmusic                                                                    | [ 1 ]                  |
| Jesus Freak Hideout                                                         | [ 2 ]                  |
| Esta tabela precisa de ser acompanhada por texto em prosa. Consulte o guia. |                        |

## Faixas
Todas as faixas por Dahlstrom, Grenehed, Lindskog, Naslund
1. "Invert" – 3:06
2. "Born" – 3:28
3. "Empty Box" – 4:05
4. "Superman" – 2:43
5. "Nerve" – 2:45
6. "This Shoulder" – 3:15
7. "Replay" – 2:46
8. "One Mind" – 4:12
9. "Liberty" – 3:13
10. "Daughter" – 2:24
11. "Teddy Bear" – 4:27
12. "Never" – 4:26

### Reedição de 2005
1. "Superman" [Demo] - 2:40
2. "Liberty" [Demo] - 2:52
3. "Forgiven" [Demo] - 2:42
4. "Stolen" [Demo] - 2:32

## Créditos
- Marcus Dahlstrom - Bateria
- Simon Grenehed - Guitarra, vocal de apoio
- Christian Lindskog - Vocal
- Tomas Naslund - Baixo